# Opel P4
De Opel P4 was een personenauto uit de compacte middenklasse die van 1935 tot 1937 geproduceerd werd door Adam Opel AG. De naam is afgeleid van het feit dat het model plaats bood aan vier personen (P4), maar geen kofferbak had.

## Historiek
De Opel P4 was technisch gebaseerd op zijn voorganger, de Opel 1,2 liter, maar was uiterlijk licht aangepast. Desondanks deed de auto zowel qua techniek als uitzicht eerder denken aan de late jaren twintig dan aan het midden van de jaren dertig, een periode die gekenmerkt werd door steeds meer gestroomlijnde carrosserieën.
De P4 was een groot verkoopsucces door zijn zuinigheid en lage prijs. Dit maakte de auto zeer aantrekkelijk voor bedienden en ambachtslieden. Ondanks het feit dat de P4 met een beperkt budget was ontworpen en gebouwd, was hij toch voor die tijd behoorlijk uitgerust, met een snelheidsmeter, brandstofniveaumeter, oliedrukmeter en een binnenspiegel.
Dankzij de P4 was 1935 het eerste jaar waarin Opel de grens van 100.000 geproduceerde auto's wereldwijd overschreed. Na twee jaar en 65.864 exemplaren werd de productie stopgezet ten gunste van de eerste Opel Kadett, die in 1936 werd geïntroduceerd.

## Ontwerp
de Opel P4 gebruikte hetzelfde stalen ladderchassis met langsliggers en dwarsliggers als de vorige Opel 1,2 liter en 1,0 liter en was dus eerder een evolutie dan een echte opvolger.
Ook het volledige onderstel was vergelijkbaar, met de starre assen, semi-elliptische bladveren, hydraulische schokdempers, en de vier trommelremmen. De overbrenging was eveneens traditioneel, met een enkelvoudige plaatkoppeling, een differentieel en een drieversnellingsbak.
De viercilinder-in-lijnmotor, afgeleid van 1,0-liter motor die op zijn beurt afstamde van de motoren die sinds begin jaren twintig in de Opel Laubfrosch werden gebruikt, was licht aangepast. Door de boring van de cilinders aan te passen werd de cilinderinhoud vergroot van 989 cc naar 1073 cc. Dit leverde een vermogen op van 23 pk (17 kW), goed voor een maximumsnelheid van ongeveer 85 km/u.
De P4 werd aangeboden in vier carrosserievarianten: een tweedeurs sedan, een bestelwagen en de twee topversies, de cabriolet-sedan en de Spezial-Limousine, een rijker afgewerkte en uitgeruste sedan. Deze laatste twee waren herkenbaar aan het reservewiel op het rechter spatbord in plaats van aan de achterzijde en de uitklapbare kofferbrug aan de achterzijde, waaraan een optionele koffer met leren riemen los kon worden bevestigd. In tegenstelling tot het standaardmodel sedan met een drieversnellingsbak, dat overigens ook zonder bumper en brandstofmeter werd geleverd, hadden de cabriolet-sedan en de Spezial-Limousine een vierversnellingsbak.

## Fotogalerij

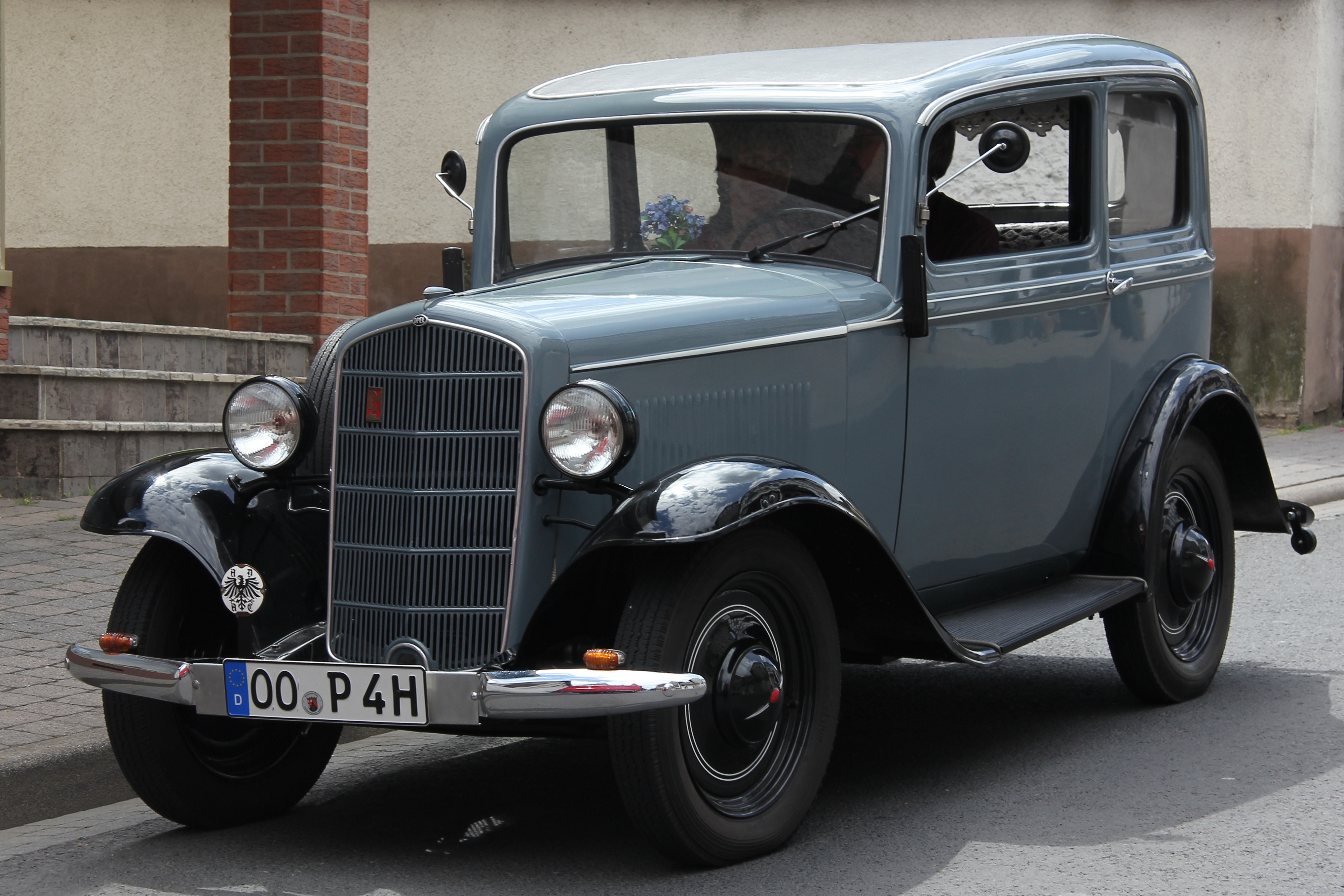
Opel P4 sedan, vooraanzicht
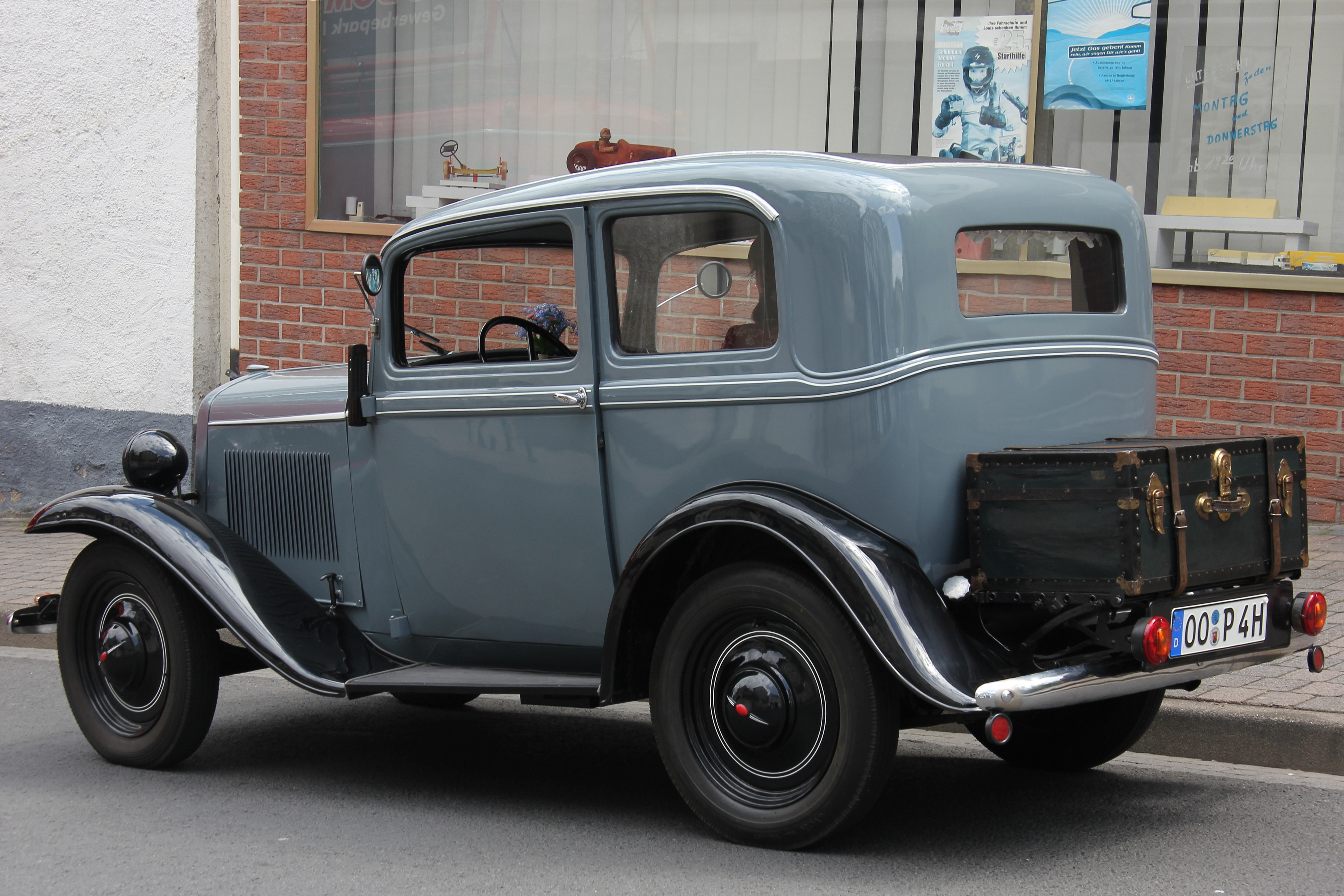
Opel P4 sedan, achteraanzicht met bagagekoffer
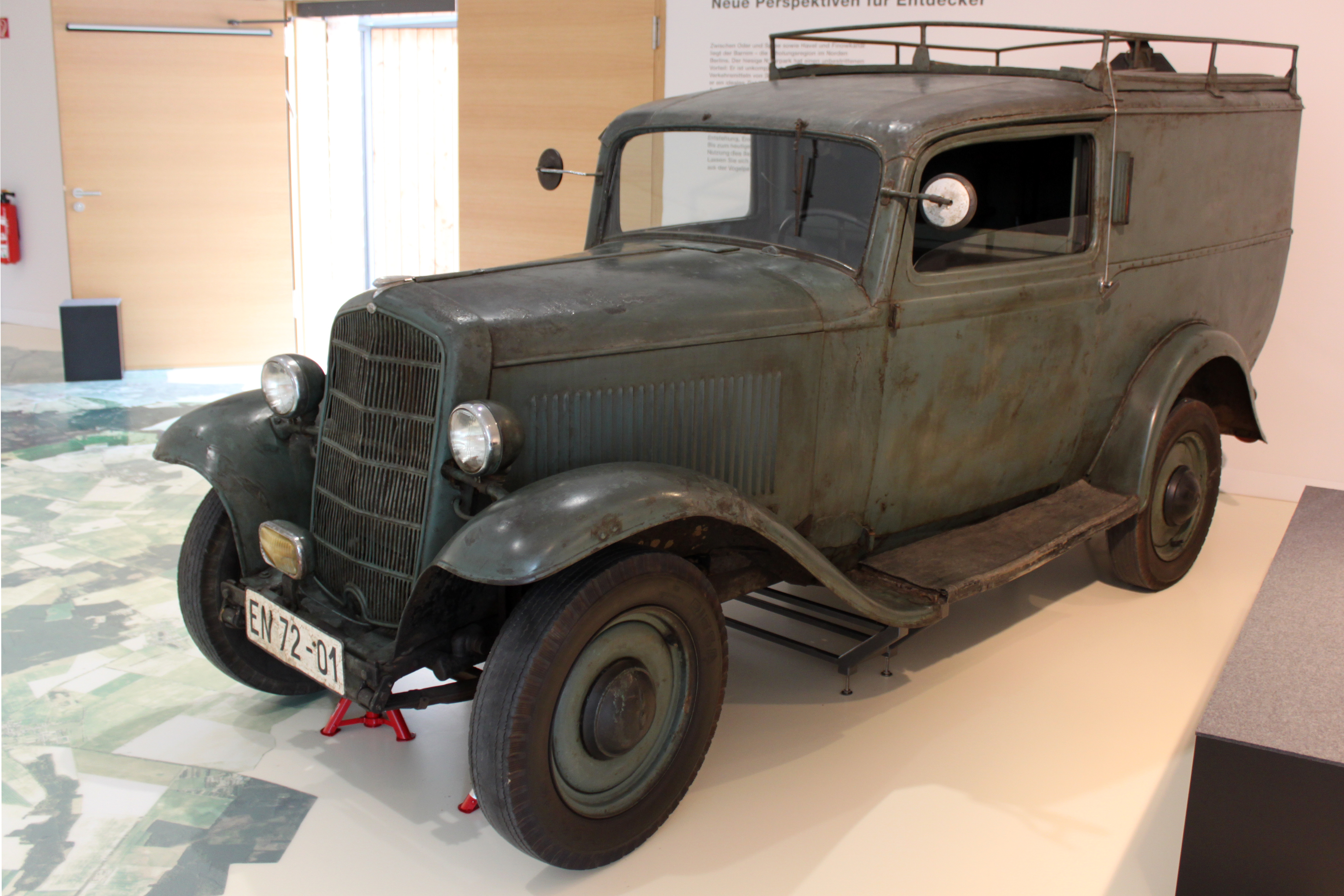
Opel P4 bestelwagen
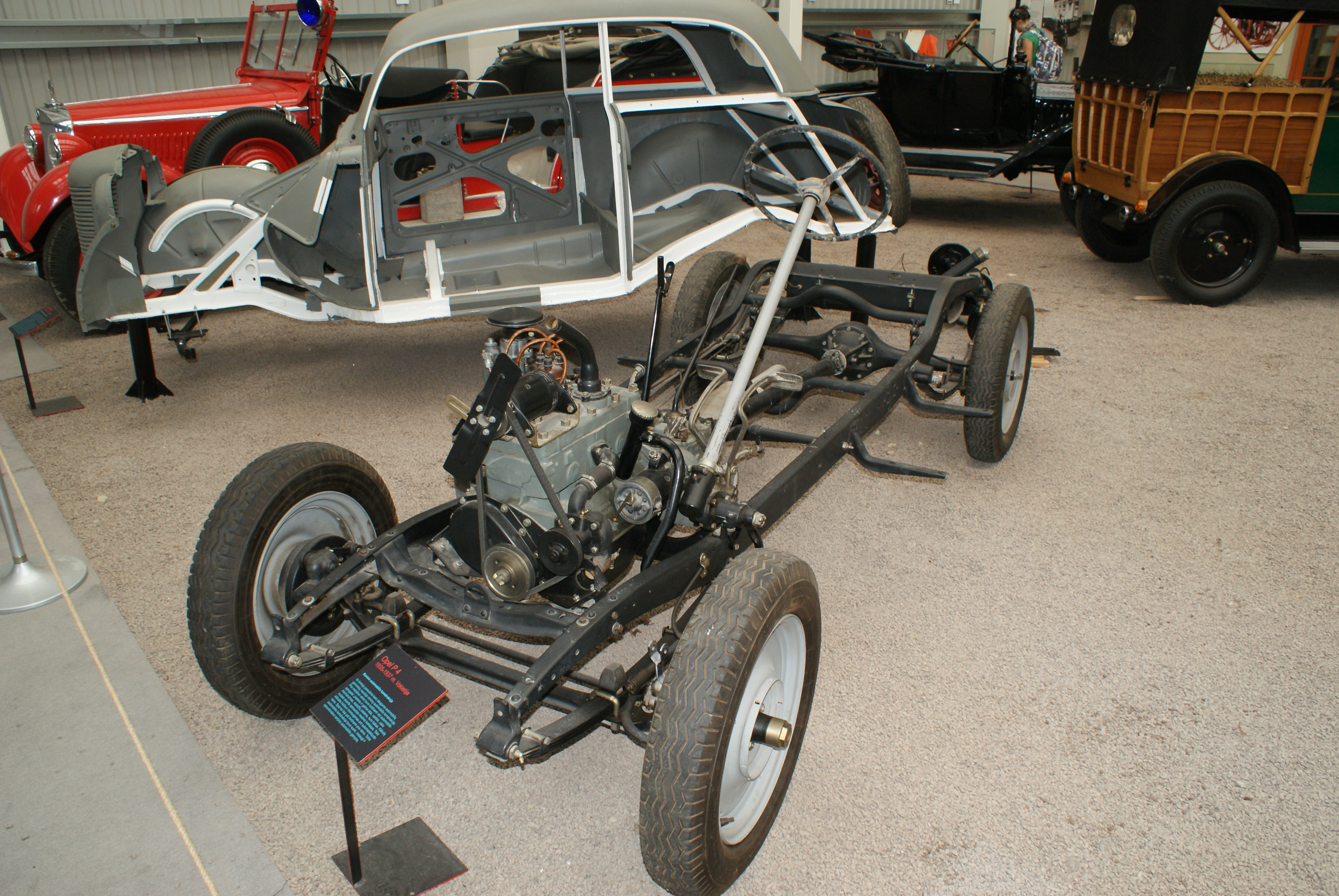
Het chassis van de Opel P4